# Jean Pouillon
Jean Pouillon (geb. 1916; gest. 2002) war ein französischer Anthropologe und Forscher. Er hatte einige Zeit in der Sahara verbracht, um die Kulturen der Stammesleute des Tschad zu studieren, und er arbeitete auch in Äthiopien.

## Leben
Er war bis 1996 Generalsekretär von L'Homme. Revue française d'anthropologie, der 1961 von Claude Lévi-Strauss u. a. gegründeten französischen anthropologischen Zeitschrift. Zusammen mit dem letztgenannten arbeitete er am Laboratoire d’Anthopologie sociale. Pouillon war auch Mitglied des Teams von Les Temps Modernes und des Redaktionsausschusses der Nouvelle Revue de psychanalyse.
Eine Nummer von L'Homme ist ihm gewidmet. Er war auch einer der Unterzeichner des  Manifestes der 121.
Der Autobiographie des serbisch-australischen Schriftstellers und Anthropologen B. Wongar zufolge nahm Pouillon „großen Anteil am Schicksal von Urvölkern, ob sie nun in Australien oder in Afrika lebten“.

## Veröffentlichungen
- « À propos du procès de Nuremberg », Les Temps Modernes, numéro 10, 1 juillet 1946.
- Le cru et le su, Paris, Le Seuil, 1998, ISBN 2-02-018225-4
- Temps et roman, Paris, Gallimard, 1946/1993, ISBN 2-07-072842-0
- Fétiches sans Fétichisme, Paris, François Maspero, 1975